# Битва при Курциевом озере
Битва при Курциевом озере ― легендарное сражение между римлянами и сабинами, произошедшее после массового похищения сабинянок в Риме во время правления Ромула. Армии римлян и сабинян сошлись на поле боя рядом с озером Курция, на территории которого позднее был основан Римский форум. 

## Предыстория
Рим был основан на Палатинском холме. Поселение процветало, силы римлян были сопоставимы с их соседями. Город нуждался в большем количестве женщин, способных к замужеству. Ромул опасался, что рост населения не будет устойчивым, если не увеличится женское население города. Тогда он обратился в соседние города:
«Посовещавшись с отцами, Ромул разослал по окрестным племенам послов — просить для нового народа союза и соглашения о браках: (3) ведь города, мол, как всё прочее, родятся из самого низменного, а потом уж те, кому помогают собственная доблесть и боги, достигают великой силы и великой славы; (4) римляне хорошо знают, что не без помощи богов родился их город и доблестью скуден не будет, — так пусть не гнушаются люди с людьми мешать свою кровь и род. (5) Эти посольства нигде не нашли благосклонного приёма — так велико было презренье соседей и вместе с тем их боязнь за себя и своих потомков ввиду великой силы, которая среди них поднималась.»
— Тит Ливий, История Рима от основания Города, книга I, глава 9
 Римляне были возмущены этим ответом. Ромул объявил о проведении консуалий в городе и пригласил жителей Ценины, Антемны, Крустумерия и Сабиния. Когда началось празднование, люди Ромула похитили дочерей сабинян и других народов. После этого между ними начались военные действия. Рим победил трёх своих врагов, после чего объявили войну и сабины. 
Обе стороны провели год в подготовке к войне. Рим улучшил свою оборону, на подмогу пришли воины Альба-Лонги, посланные царём Нумитором, а также наёмники под командованием известного полководца и друга Ромула, Лукумо. После последней попытки мирного урегулирования конфликта армия сабинян под командованием Тита Тация выступила на Рим.  

## Битва
Весталка Тарпея, дочь командира цитадели Рима Спурия Тарпеуса, предала Рим, предложив сабинянам проход в город. Цитируя Фабия и Цинция, Дионисий Галикарнасский пишет, что Тит Таций обманул Тарпею, предложив ей золотой браслет. Вместо этого они убили её. Луций Пизо утверждал, что она руководствовалась не жадностью, а сама хотела обмануть сабинян, и что те убили её, заподозрив в предательстве. Ливий пишет, что девушку на самом деле просто подкупили, хотя также приводит и версию Дионисия. 
Армии сабинов и римлян собрались на Палатинском и Капитолийском холмах. Сабинами командовал Меттий Курций, римлянами ― Гостий Гостилий. Место было покрыто густой грязью, оставшейся от недавнего речного потопа. 
После нескольких стычек и незначительных столкновений армии провели два крупных сражения. Обе понесли потери и проявили себя доблестно. 

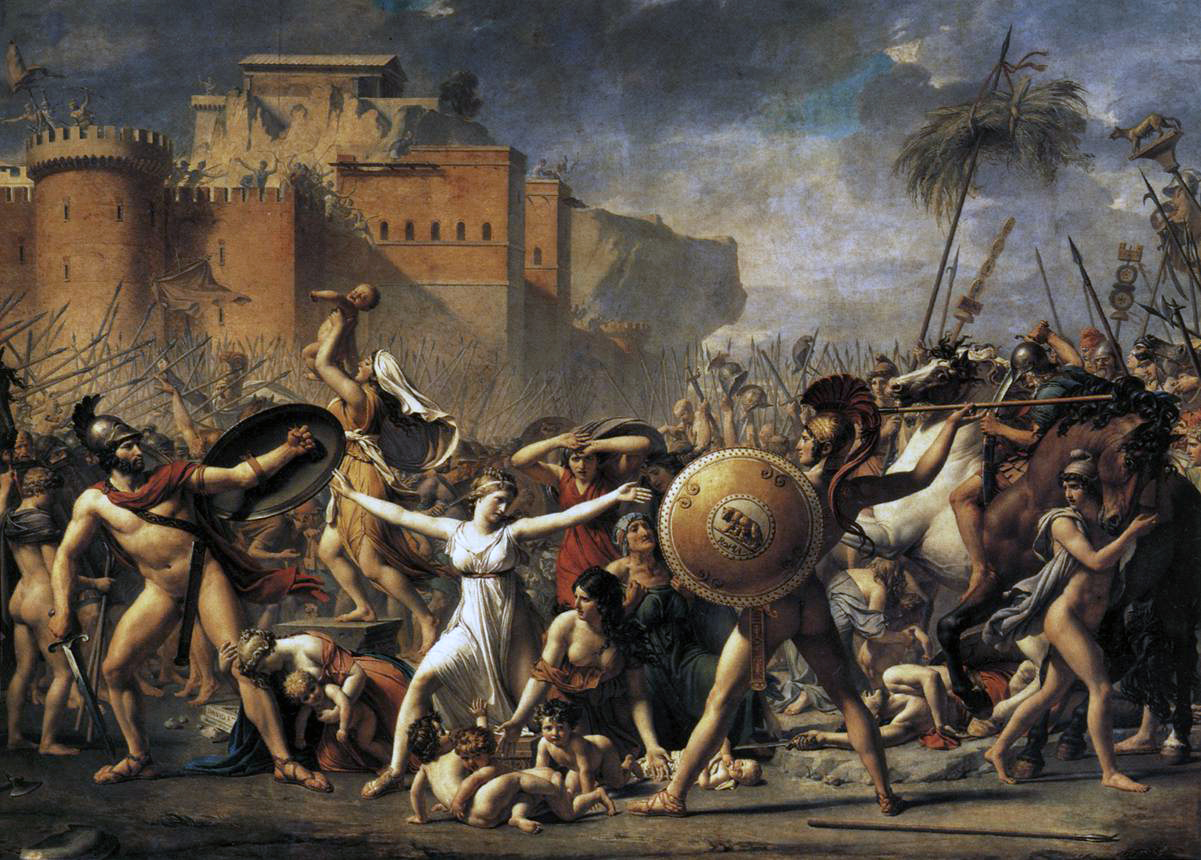
Вмешательство сабинянок, Жак-Луи Давид, 1799.

Во втором и последнем сражении армии встретились между двумя холмами, которые они занимали. Ромул и Лукумо успешно атаковали с обоих флангов, но были вынуждены отступить, когда центр римлян был прорван. Командующие возвратились на помощь своим товарищам, чтобы остановить продвижение сабинян под руководством их предводителя Меттия Курция. Сабины упорядоченно отступили. Меттий и Ромул вступили в схватку друг с другом, Меттий был ранен и упал на землю. Болотистое озеро помешало ему бежать, но он погрузился в него и спасся от преследования врага. Когда Ромул повернулся лицом к оставшимся сабинам, Меттий вылез из болота и благополучно вернулся в свой лагерь. 
Когда Ромула в ходе битвы ударили камнем по голове, ход сражения повернулся в сторону сабинян, а римляне упали духом, оставшись без своего командира. После того, как Лукумо был ударен копьём, римляне обратились в полное бегство. Однако Ромул поправился и при поддержке новых резервов, находившихся внутри города, одержал верх. Отступавшие римляне вновь повернулись против сабинян. С заходом солнца сабиняне прекратили своё трудное отступление к цитадели, а римляне прекратили преследование. 
По словам Ливия, римляне собрались у подножия холма под цитаделью, но сабиняне отказались выйти и вступить с ними в бой. Наконец, несмотря на отсутствие выгодных позиций, прежде разбитая римская армия бросилась на штурм. Первоначально вдохновлённые героизмом Гостия Гостилия ряды римлян дрогнули, когда он пал. Ромул дал клятву Юпитеру, что, если он сдержит натиск сабинян и вселит мужество в сердца римлян, Ромул построит новый храм на этом месте. С воинственным криком Ромул повёл свою армию на сабинян и разбил их. Сабинский командующий Меттий был сброшен в болото со своего коня. 
После перегруппировки сабинян сражение продолжилось в районе между двумя холмами, но к тому времени римская армия уже одерживала верх. Внезапно дочери сабинян бросились на поле битвы и встали между двумя армиями. Они умоляли обе стороны прекратить кровопролитие и принять друг друга за семью, какой они фактически тогда уже стали. Устыдившись, лидеры двух народов прекратили боевые действия. 
В своём рассказе о битве при Курциевом озере Плутарх предоставляет дополнительные сведения, хотя по большей части его рассказ повторяет описание у Ливия и Дионисия. Плутарх отмечает, что когда женщины вмешались в ход битвы, они не только увещевали сражавшихся, но и приносили еду и воду, а также позаботились о раненых. Они также воспользовались возможностью, чтобы представить своих мужей и своим отцам. Отныне у сабинских женщин нет никаких обязанностей, кроме того, как плести шерсть для своих мужей.

## После битвы
После битвы обе стороны решили подписать мирный договор, объединяющий два народа и передающий верховную власть Риму. Граждане Рима стали известны как квириты в честь города сабинян Курес. Озеро Курция было названо в честь вождя сабинян Меттия Курция.